# Vincenzo Mirra
Vincenzo Mirra (Roma, 6 marzo 1962) è un dirigente sportivo, allenatore di calcio ed ex calciatore italiano, di ruolo difensore. scout e attualmente collaboratore tecnico del Mister Giuseppe Iachini

## Carriera

### Giocatore
Cresciuto nelle giovanili della Lazio, viene promosso in prima squadra nella stagione 1981-1982, durante la quale sigla anche il suo primo gol in un campionato professionistico, in tal caso la Serie B. Al termine di quell'annata viene ceduto all'Empoli con il quale ha conquistato la storica promozione in B, dopodiché si trasferisce al Siena, con la quale rimane per due stagioni conquistando con la seconda la promozione in Serie C1; in seguito ha militato nella Nocerina, dove rimane per quattro anni, anche qui nella prima stagione conquista la promozione in C1, intervallati da una breve parentesi con l'Atletico Catania nel 1987. Durante la sua militanza nella Nocerina subisce un grave infortunio nel 1988. Chiude la sua carriera da calciatore professionista tra le file del Ravenna nel 1990.

### Allenatore
Una volta appesi gli scarpini al chiodo, Mirra intraprende la carriera di allenatore, ricoprendo prima il ruolo di preparatore dei portieri della Nazionale azzurra femminile per poi arrivare a guidare l'Under-21.
Nella stagione 2004-2005 diventa il vice di Giuseppe Papadopulo sulla panchina della Lazio, squadra dove è cresciuto calcisticamente. Dal 2017 ricopre l'incarico di collaboratore tecnico dell'allenatore Giuseppe Iachini, seguendolo nelle sue esperienze con Sassuolo, Empoli e Fiorentina,Parma e Bari .

### Dirigente sportivo
Oltre ad intraprendere la carriera di allenatore, Vincenzo Mirra diventa anche dirigente, ricoprendo nell'Ascoli dal 2006 prima il ruolo di responsabile degli osservatori poi responsabile del settore giovanile e infine quello di direttore sportivo; nel settembre 2010 viene esonerato dall'incarico.
Nel 2011 ricopre l'incarico di direttore sportivo del Grosseto, per poi trasferirsi nel 2012 al Siena, dove ricopre il ruolo di collaboratore di Stefano Antonelli, d.s. dei bianconeri toscani, insieme al quale intraprende una breve esperienza dirigenziale anche al Bari in veste di responsabile dell'area tecnica.
Successivamente si trasferisce al ChievoVerona in veste di collaboratore del direttore sportivo Luca Nember ed osservatore, per poi approdare all'Atalanta, sempre nel ruolo di osservatore.

## Palmarès

### Giocatore
- Campionato italiano Serie C1: 1

Empoli: 1982-1983
- Campionato italiano Serie C2: 2

Siena: 1984-1985
Nocerina: 1985-1986